# Канна гігантська
Ка́нна гіга́нтська (Taurotragus derbianus) — вид парнокопитних ссавців родини Бикові (Bovidae). Незважаючи на назву, дещо дрібніша від звичайної канни.

## Поширення
Історично ця антилопа була поширена від Сенегалу до південної частини Судану, тепер же на більшій частині Західної Африки винищена. Збереглися лише невеликі роз'єднані популяції в Сенегалі, у Південному Судані, ЦАР, на півночі Камеруну і на півдні Чаду.

## Опис
Забарвлення шкіри у канни світле, сірувато жовте з рудуватим відтінком та з 14 білими смугами на боках; з віком темніє, набуваючи блакитно сірого забарвлення. На шиї канни коротка чорна грива, на лобі бурий або чорний чуб, а знизу на шиї є товста складка шкіри, звана підгруддям, у гігантської канни він доходить до підборіддя. Дорослі самці при ходьбі виробляють клацаючі звуки, які в тихі ночі чути за сотні метрів.

## Спосіб життя
Канна гігантська— житель савани. Кочує на великі відстані у пошуках пасовищ і водопоїв. Самці канн помічають свою ділянку за допомогою чубчика жорсткого волосся, що росте у них між рогами. Тварина нахиляється, вимазує чубчик власною сечею і грязюкою, а потім треться лобом до
стовбурів дерев.

## Охорона
Охороняється у багатьох національних парках. Головна причина скорочення чисельності— браконьєрство і хвороби, якими канна заражається від домашньої худоби.